# UHT-behandling
UHT-behandlade (efter UltraHög Temperatur) mjölkprodukter har hållbarhetsbehandlats genom värmebehandling vid cirka 135-140 °C i 2-4 sekunder och därefter förpackats aseptiskt. Syftet är att förstöra alla kvarvarande nedbrytande mikroorganismer och deras sporer på ett sådant sätt att de kemiska, fysiska och organoleptiska förändringarna är minimala. Hållbarheten på UHT-mjölk är cirka 4 månader vid rumstempererad förvaring i oöppnad förpackning. 
UHT-behandling kallas också ultrapastörisering. UHT-mjölk får en viss bitter "koksmak" som kan tas bort med tillsatser, till exempel immobiliserat sulfhydryloxidas för att oxidera tioler. Livsmedlet måste anses vara hårt processat. UHT-mjölk är vanlig i Europa men inte i Sverige (UHT-mjölk förvaras i rumstemperatur i livsmedelbutiker på kontinenten). UHT-behandlad grädde och mjölk, som håller i 3 månader, är dock en vanlig produkt i storkök och på restauranger även i Sverige. Portionsförpackningarna innehåller även stabiliseringsmedel E331 (natriumcitrater).
UHT-behandlad mjölk benämns ibland H-mjölk eller sterilmjölk. Den saluförs ibland under namnet kaffemjölk.